# Iglesia de San Pedro y San Pablo (Granada)

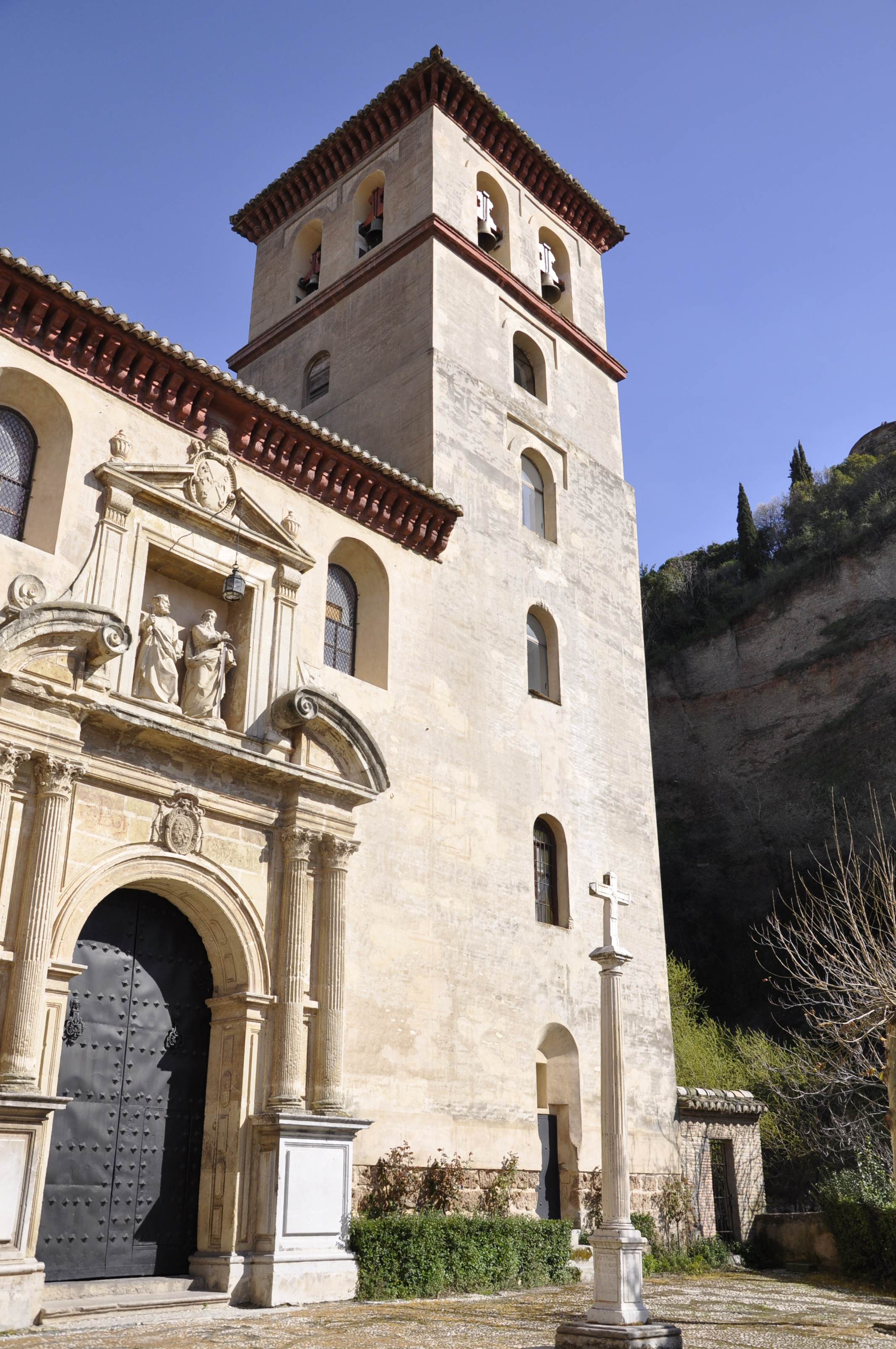
Iglesia de San Pedro y San Pablo

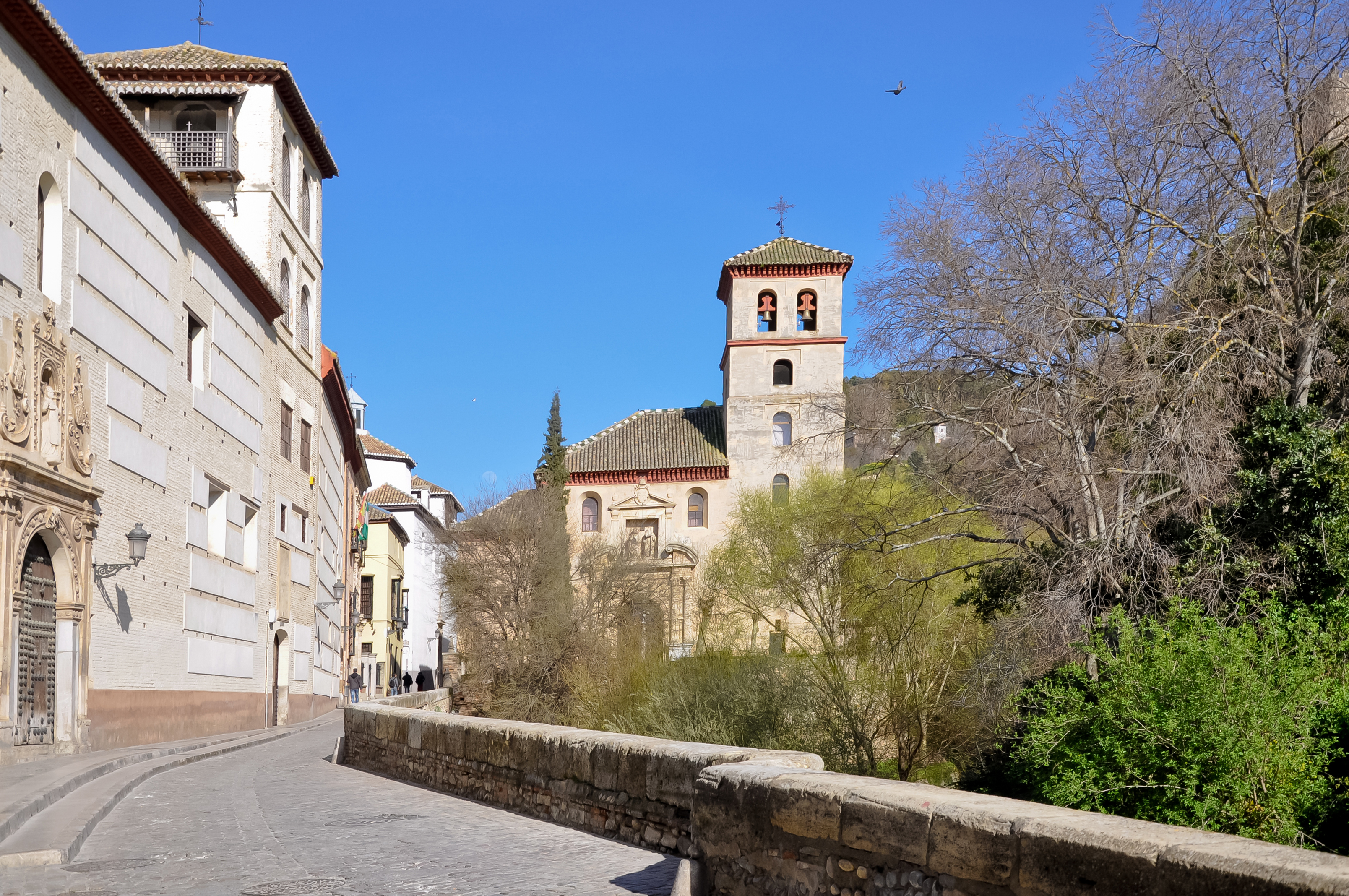
Iglesia de San Pedro y San Pablo

De Iglesia de San Pedro y San Pablo (Nederlands: kerk van de heilige Petrus en heilige Paulus) is een kerk in de wijk Albaicín van de Spaanse stad Granada. De kerk ligt aan de rand van Albaicín, aan de voet van het Alhambra, vlak bij de rivier Darro.
Het is een van de laatste kerken die in deze wijk werd gebouwd en ze vertoont zowel renaissancistische stijlkenmerken als invloeden van de mudéjar-kunststijl. De kerk werd opgetrokken tussen 1559 en 1594 en haar architecten volgden strikt de regels voor kerkbouw die opgelegd waren door het concilie van Trente. Het is de eerste kerk in Granada met een rechthoekig grondplan met daarin een Latijns kruis dat gevormd wordt door een breed schip met zijkapellen en een transept.